# 八丈島膜首鱈
八丈島膜首鱈，為輻鰭魚綱鱈形目鼠尾鱈科的其中一種，分布於西北太平洋日本八丈島海域，屬深海底棲性魚類，深度570-1060公尺，體長可達20公分，棲息在底層水域，生活習性不明。

## 扩展阅读
維基物種上的相關：八丈島膜首鱈